# Кучан
Кучан (перс. قوچان) — місто на північному сході Ірану, у провінції Хорасан-Резаві. Адміністративний центр однойменного шахрестану.

## Географія
Місто розташоване в північній частині остану, на відносно рівнинній місцевості, на північ від хребта Шах-Джехан і на захід від хребта Хезармесджед. Абсолютна висота — 1 317 метрів над рівнем моря.
Розташований на відстані приблизно 120 кілометрів на північний захід від Мешхеду, адміністративного центру провінції і на відстані 640 кілометрів на схід-північний схід (ENE) від Тегерану, столиці країни.

## Населення
За даними перепису, на 2006 населення складало 96 953 особи. 
| 1986   | 1991   | 1996   | 2006   | 2012    |
| ------ | ------ | ------ | ------ | ------- |
| 66 531 | 74 919 | 85 750 | 96 953 | 102 932 |

## Історія
Місто розташоване в сейсмонебезпечній зоні і за свою історію неодноразово страждало від сильних землетрусів. Одне з найруйнівніших трапилося 17 листопада 1893 і забрало життя 18 000 осіб.